# Alexandre Herchcovitch
Alexandre Herchcovitch OMC (São Paulo, 21 de julho de 1971) é um estilista brasileiro.

## Biografia
Alexandre Herchcovitch nasceu e cresceu na metrópole de São Paulo, membro da comunidade judaica ortodoxa paulistana, descendente de uma família de romenos e poloneses.
Seu contato com o mundo da moda começou desde cedo em sua vida, com o convívio com sua mãe Regina, que o ensinou princípios básicos de costura. Aos dez anos dava palpites sobre as roupas que a mãe, dona de uma pequena confecção de lingeries, vestia. Com a ajuda da mãe aprendeu a trabalhar os ofícios da costura, trabalhando com a tesoura, agulha e linha. Aos 16 costurou um vestido de organza.
Em 1993, aos 22 anos, Herchcovitch concluiu a faculdade de moda, na Faculdade Santa Marcelina, e obteve sucesso em seu desfile de formatura.
Além da moda, o estilista é um personagem da noite paulistana. Atua como DJ em diversas festas no Brasil (destacando os clubs D-Edge - noite On The Rocks, Glória - noite Alelux, Ultralounge - noite Delight), tocando hits dos anos 80 e 90. Fez pequenas aparições na televisão, como uma pequena participação na telenovela da TV Globo Desejos de Mulher, em 2002, na série Garota Fantástica do Fantástico, em 2009 e na novela Ti Ti Ti, em 2010. Em 2010, apareceu em programas de moda na MTV, e virou jurado do Garota Fantástica.
No dia 27 de julho de 2013, Herchcovitch casou-se com o designer Fábio Souza. Juntos eles adotaram dois filhos. Em 2019 Herchcovitch e Souza separaram-se.

## Moda, estilo e design

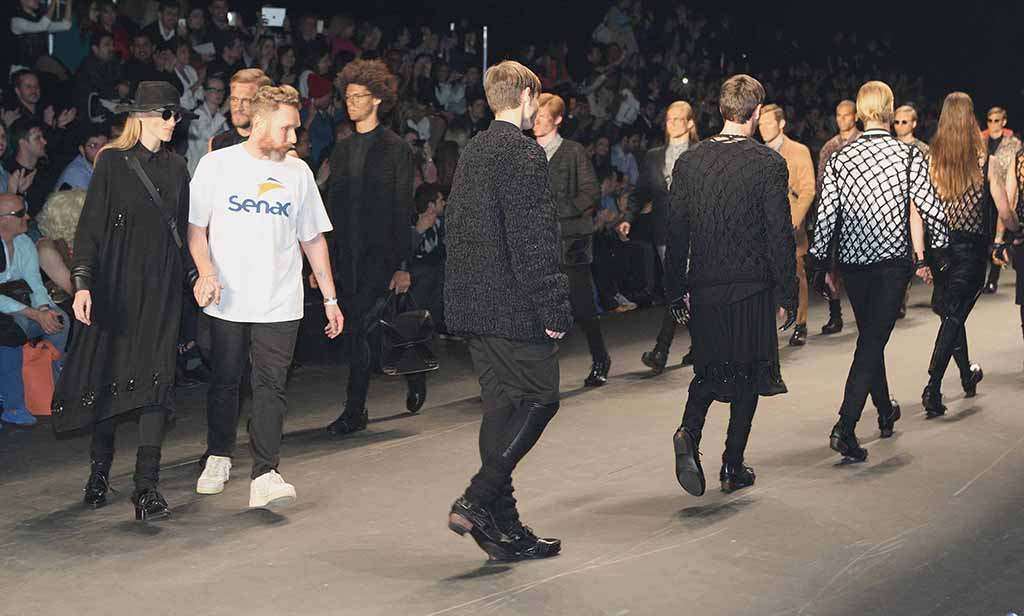
Alexandre Herchcovitch (de camiseta branca) apresenta sua coleção de inverno 2014 na São Paulo Fashion Week. Foto: Luiz Marauskas/Ministério da Cultura

Sua trajetória na moda brasileira foi construída em pouco mais de dez anos de carreira, sendo que a marca e o estilista Alexandre Herchcovitch obtiveram uma grande repercussão e reputação no mundo da moda brasileira e internacional.
Em 2002, Herchcovitch assumiu a direção de criação da Cori, com a missão de rejuvenescer a clássica grife que, com uma nova cara, ingressou no São Paulo Fashion Week.
O estilista assumiu em 2006 a direção da Faculdade de Moda do Faculdades Metropolitanas Unidas (FMU), em São Paulo. E ainda lançou um concurso de modelos, na tentativa encontrar alguém que representasse a "beleza brasileira".
Em outubro de 2007, estreou como jurado do programa Brazil's Next Top Model do canal a cabo Sony. No programa, ele concedia dicas de moda e julgava as aspirantes a modelo.
Alexandre Herchovich também criou os uniformes do Mc Donald's Brasil em 2006.
No final de 2007, Herchcovitch encerrou seu contrato com a Cori e voltou para a Zoomp, apresentando sua coleção de reestreia no São Paulo Fashion Week outono-inverno 2008.
Herchcovitch é diretor de criação do Serviço Nacional de Aprendizagem Comercial (SENAC).
Em 2011, trabalhou como mentor no programa Projeto Fashion, transmitido no Brasil pelo canal Band.
É um dos curadores da categoria Ideia do Movimento HotSpot.
Em outubro de 2014, estreou como jurado do primeiro reality show drag do Brasil, chamado Academia de Drags, espelhado no consagrado programa de televisão norte-americano RuPaul's Drag Race.
O reality apresentado pela drag queen Silvetty Montilla e exibido online via Youtube vêm repercutindo de forma espetacular. Em dezembro do mesmo ano, Herchcovitch entrou para a lista do FFW dos 50 brasileiros mais estilosos da moda.
Em 2016, o designer finalizou a sua colaboração com o grupo InBrands, para o qual vendu 100% da sua marca em 2013. Com isso, Alexandre perdeu o direito do uso do próprio nome e se afastou da sua marca homônima. A etiqueta foi desativada, e seguia existindo apenas com licenciamentos para outras empresas.
Também em 2016, o designer estreou na marca À La Garçonne na São Paulo Fashion Week. A empresa foi criada por Fábio Souza como um brechó e antiquário. Atualmente, a etiqueta oferece peças sob o conceito de upcycling, focadas na moda sustentável urbana e jovem. A marca tem uma loja na Barra Funda, em São Paulo.
Seguindo os passos de designers como Christian Dior e Balenciaga, Herchcovitch desenhou os novos uniformes da companhia aérea Gol em 2020.
Em novembro de 2022, Herchcovitch anunciou o retornou para a sua marca homônima, Herchovitch;Alexandre, apresentando a sua coleção em São Paulo. 
Atualmente, o designer apresenta novos desfiles na Casa de Criadores e na São Paulo Fashion Week. A sua marca principal ainda não tem uma nova loja física própria, mas anunciou o interesse de reabrir uma flagship.

## 2016Ligações externas
- Página oficial
- Alexandre Herchcovitch - Fashion Model Directory
- Projeto Fashion